# Sankt Veit in Defereggen
Pour les articles homonymes, voir Sankt Veit.
Sankt Veit in Defereggen (Saint Guy en français) est une commune autrichienne du district de Lienz dans le Tyrol.